# Marco Truttmann
Marco Truttmann, né le 27 février 1985 à Schwyz, est un joueur professionnel suisse de hockey sur glace.

## Profil
Droitier, il joue au poste d'attaquant  .

## Carrière en club
- 1995-2000 HC Seewen-Herti (Junior)
- 2000-2003 EV Zoug (Junior Elite A)
- 2003-2004 EV Zoug (Junior Elite A et LNA) et HC Ajoie (LNB)
- 2004-2005 EV Zoug (LNA) et HC Olten (LNB)
- 2005-2006 HC Thurgovie (1e Ligue)
- 2006-2007 HC Thurgovie (LNB), HC Düdingen (1e Ligue) et HC Bienne (LNB)
- 2007-2008 HC Thurgovie (LNB) et HC Bienne (LNB)
- 2008-2010 HC Bienne (LNA)
- 2010-2011 Rapperswil-Jona Lakers (LNA)
- 2011-2012 HC Bienne (LNA)
- 2012-2019 HC Olten (LNB)
- 2019-... EHC Kloten (LNB)

## Palmarès
- Promotion en LNB en 2006 avec le HC Thurgovie
- Champion Suisse LNB en 2007 et 2008 avec le HC Bienne
- Promotion en LNA en 2008 avec le HC Bienne